# Kolomban
Kolomban (wł. Colombano) – wieś w Słowenii, w gminie miejskiej Koper. 1 stycznia 2018 liczyła 596 mieszkańców.